# ۱۲۵۳ (میلادی)
۱۲۵۳ (میلادی) هزار و دویست و پنجاه و سومین سال تقویم میلادی است.

## درگذشتگان
- ۸ ژوئیه – تیبو دو شامپاین، نویسنده فرانسوی (ز. ۱۲۰۱)